# Joonas Nättinen
Joonas Nättinen (ur. 3 stycznia 1991 w Jämsä) – fiński hokeista, reprezentant Finlandii, olimpijczyk.
Jego bracia Jussi (ur. 1987) i Julius (ur. 1997) oraz kuzyn Topi (ur. 1994) także zostali hokeistami.

## Kariera
- JYP U16 (2005–2006)
- JYP U18 (2006–2008)
- JYP U20 (2007–2008)
- Blues U20 (2008–2010)
- Blues (2008–2011)
  -  Suomi U20 (2008–2011)
  -  Hokki (2009/2010)
  -  HPK (2010-2011)
- Hamilton Bulldogs (2011–2014)
- Montreal Canadiens (2014)
- Modo (2014–2015)
- JYP (2015–2018)
- Nieftiechimik Niżniekamsk (2018-2019)
- Witiaź Podolsk (2019-2020)
- Siewierstal Czerepowiec (2020-2022)
- HV71 (2022-)

Wychowanek klubu JYP. Rozwijał karierę w jego drużynach juniorskich klubu do 2008, a następnie przez dwa lata w klubie Espoo Blues, w tym w barwach zespołu seniorskiego, a także był wypożyczany do innych ekip seniorskich (Hokki i HPK). Jeszcze w NHL Entry Draft 2009 został wybrany przez kanadyjski klub Montreal Canadiens. W maju 2011 podpisał trzyletni kontrakt wstępujący z tym klubem. Od tego roku przez trzy sezony występował jednak w zespole farmerskim, Hamilton Bulldogs w lidze AHL, a w NHL rozegrał jedno spotkanie 18 tycznia 2014. W czerwcu 2014 został zawodnikiem szwedzkiej drużyny Modo w rozgrywkach SHL. Następnie powrócił do JYP w kwietniu 2015 i w barwach macierzystej drużyny rozegrał trzy kolejne sezony w rozgrywkach Liiga (w listopadzie 2016 przedłużył kontrakt o dwa lata). Wiosną 2018 został zaangażowany przez rosyjski klub Nieftiechimik Niżniekamsk z rozgrywek KHL. Rok potem przeszedł do Witiazia Podolsk, a latem 2020 do Siewierstali Czerepowiec, gdzie w czerwcu 2021 przedłużył umowę o rok. Od czerwca 2022 zawodnik szwedzkiego klubu HV71.
Uczestniczył w turniejach mistrzostw świata juniorów do lat 17 edycji 2008, mistrzostw świata juniorów do lat 18 edycji 2008, 2009, mistrzostw świata juniorów do lat 20 edycji 2010, 2011, zimowych igrzysk olimpijskich 2022.

## Sukcesy
Reprezentacyjne
- Brązowy medal mistrzostw świata juniorów do lat 18: 2009
- Złoty medal zimowych igrzysk olimpijskich: 2022

Klubowe
- Złoty medal U18 SM-sarja: 2007 z JYP U18
- Brązowy medal U20 SM-liiga: 2008 z JYP U20
- Złoty medal U20 SM-liiga: 2009 z Blues U20
- Brązowy medal mistrzostw Finlandii: 2017 z JYP
- Hopealuistin: 2017 z JYP
- Mistrzostwo Hokejowej Ligi Mistrzów: 2018 z JYP

Indywidualne
- Mistrzostwa Świata Juniorów w Hokeju na Lodzie 2011:
  - Jeden z trzech najlepszych zawodników reprezentacji w turnieju[14]